# Георг Франц Август фон Бюкуа
Георг Франц Август фон Бюкуа (нім. Georg Franz August von Buquoy. Georg Franz August von Buquoy, або Їржи Франтишек Август Бюкуа чеськ. Jiří František August Buqouy. Jiří František August Buqouy; 7 вересня 1781, Брюссель — 19 квітня 1851, Прага) — австрійський натурфілософ.

## Біографія
Георг Франц Август фон Бюкуа народився 7 вересня 1781 року у місті Брюсселі. Відвідував дворянську академію у Відні і згодом вивчав математику, фізику й хімію.
Успадкував після смерті дядька великий спадок, фон Бюкуа багато подорожував і, повернувшись у 1806 році, жив постійно у своїх маєтках в Чехії, займаючись науковими трудами і керуючи своїми численними фабриками. Особливою популярністю користувалися його скляні заводи, які вробляли кришталь, кольорове скло і винайдений ним опал.
Перша його наукова робота «Analytische Bestimmung des Gesetzes der virtuellen Geschwindigkeiten in mechan. und statist. Hinsicht» (Лейпциг, 1812) написана ще зовсім у духу теорії корпускул.
У пізніших творах фон Бюкуа приєднується до натурфілософського напрямку Шеллінга. З праць заслуговують особливої уваги наступні:
- «Ideele Verherrlichung des empirisch erfassten Naturlebens» (2 вид., 2 т., Лейпциг, 1826)
- «Theorie des Nationalwirtschaft» (Лейпциг, 1815)
- «Skizzen zu einem Gesetzbuche der Natur» (Лейпциг, 1836)

Всі свої твори фон Бюкуа друкував за власний рахунок і розсилав безплатно людям, котрі цікавилися цими питаннями.
Георг Франц Август фон Бюкуа помер 19 квітня 1851 року у місті Празі.